# Zapasy na Igrzyskach Śródziemnomorskich 1955
Zapasy na Igrzyskach Śródziemnomorskich 1955 odbyły się w dniach od 17 do 19 lipca w Barcelonie w hali Palacio de los Deportes. W turnieju wzięło udział 60 zawodników z ośmiu krajów. Rozegrano zawody tylko w stylu klasycznym.

## Tabela medalowa
| Miejsce | Kraj    | Złoto | Srebro | Brąz | Razem |
| 1       | Turcja  | 6     | 0      | 1    | 7     |
| 2       | Włochy  | 1     | 4      | 1    | 6     |
| 3       | Francja | 1     | 1      | 0    | 2     |
| 4       | Egipt   | 0     | 2      | 3    | 5     |
| 5       | Liban   | 0     | 1      | 2    | 3     |
| 6       | Grecja  | 0     | 0      | 1    | 1     |
|         | razem:  | 8     | 8      | 8    | 24    |

W tabeli punktowej (1-6) tryumfowała Turcja (43 pkt), przed Włochami (31) i Egiptem (30). Kolejne miejsca zajęły: Francja (24), Liban (10), Hiszpania (9), Grecja (7) i Syria (5).

## styl klasyczny
| Waga   | Złoto:             | Srebro:               | Brąz:                        |
| 52 kg  | Ahmet Bilek        | Osman El-Sayed        | Ahmad Nahle                  |
| 57 kg  | Mustafa Dağıstanlı | Zakaria Chihab        | Ibrahim Ahmed Abdelatif      |
| 62 kg  | Rıza Doğan         | Umberto Trippa        | Elie Naasan                  |
| 67 kg  | Roger Bielle       | Bruno Granayola       | Tevfik Yüce                  |
| 73 kg  | Giuseppe Pirazzoli | Jean-Baptiste Leclerc | Jeorjos Petmezas             |
| 79 kg  | Bekir Büke         | Adel Ibrahim Moustafa | Osvaldo Riva                 |
| 87 kg  | Süleyman Baştimur  | Adelmo Bulgarelli     | Muhammad Mahmud asz-Szarkawi |
| +87 kg | Hamit Kaplan       | Giuseppe Marcucci     | Muhammad Amir Hilal          |

## Lista zawodników
- Egipt →

Mohamed Sayed Osman, Ibraheam Ahmed Abdel Latef, Mustafa Hamid Mansur, Kamil Husajn, Mohamed Badr, Abdel Ibraheam Mustafa, Mohamed Mahmoud El-Sharkawy, Mohamed Amir Helal
- Hiszpania →

Vicente Robeldo Díaz, Ernesto Balaguer Sutra, Ángel Fernández Jiménez, Francisco Sampere Alos, Joaquín Mateo Lozanno, Joaquín Miret Mestres, José María Puig Grau, Antonio Balaguer Mart
- Francja →

René Aurine, Robert Bayer, Roger Bielle, Tenri Cecchenettani, Mauroce Faure, Laurent Garcia, Serge Laroche, Jean-Baptiste Leclerc, Roger Mathey, Anoino Merle, Robert Mether, Marcel Monier, G.Tatas Seguin Pandolio, Andre Verdaine, Gilbert Voynet
- Grecja →

Panayotis Arcoudas, Antonios Georgoulis, Anastase Moissidis, Sptiris Panatotopoulos, Georgios Petmezas, Nicoas Simantiras
- Włochy →

Ignazio Lombardini, Gilberto Gramellini, Umberto Trippa, Bruno Granayola, Giuseppe Pirazzoli, Osvaldo Riva, Adelmo Bulgarelli, Giuseppe Marcucci
- Liban →

Ahmad Nahle, Zakaria Chebab, Elie Naasan, Yacoub Romanos, Ibrahim El-Warki
- Turcja →

Ahmed Bilek, Mustafa Dağıstanlı, Riza Dogan, Tevfik Yuce, Bekir Buke, Sueleyman Bastimur, Hamit Kaplan
- Syria →

Jawad Abdul Karabani, Muhamed Dib Alsas, Abdul Aziz Ajouz